# Varanus finschi
Varanus finschi är en ödleart som beskrevs av Böhme, Horn och Ziegler 1994. Varanus finschi ingår i släktet Varanus och familjen Varanidae. IUCN kategoriserar arten globalt som livskraftig. Inga underarter finns listade i Catalogue of Life.
Arten förekommer på Niu Ailan som ingår i Bismarckarkipelagen, på Nya Guinea och på Kap Yorkhalvön i Australien. Honor lägger ägg.